# Избори за председника Аустрије 1998.
Избори за председника Аустрије 1998. су били 10. председнички избори за председника Аустрије који су одржани 19. априла 1998. За изборе се кандидовало пет кандидата. На изборима је победио дотадашњи председник Аустрије Томас Клестил као независни кандидат. Њега је за кандидата предложила исто као и 1992. Аустријска народна странка, док Социјалдемократска партија и Слободарска партија нису предложиле свог кандидата. Клестилови противници на овим изборима су били Хајде Шмит, лидер Либералног форума, Гертрауд Кнол којег су предложили "Зелени“, Рихард Лугнер из Независних и Карл Валтер Новак.

## Изборни резултати
Резултати председничких избора у Аустрији 1998.
| Укупно важећих гласова                                    | Укупно важећих гласова | 4.169.319 | 100 |
| Неважећих гласова                                         | Неважећих гласова      | 181.953   | 4,2 |
| Извор: Резултати председничких избора у Аустрији од 1951. |                        |           |     |

- Од 5.848.584 регистрованих гласача на изборе је изашло 74,40%

## Последице избора
Томас Клестил је по други пут узастопно победио на председничким изборима и поново је изабран за председника Аустрије. На овој дужности је био све до своје смрти 6. јула 2004. године.